# Grand Prix de la Ville de Lillers 2012
La Grand Prix de la Ville de Lillers 2012, quarantottesima edizione della corsa e valida come evento dell'UCI Europe Tour 2012 categoria 1.2, si svolse il 4 marzo 2012 su un percorso totale di circa 171 km. Fu vinto dal britannico Russell Downing che terminò la gara in 4h01'12", alla media di 42,537 km/h.
Partenza con 191 ciclisti, dei quali 112 portarono a termine il percorso.

## Ordine d'arrivo (Top 10)
| Pos. | Corridore         | Squadra        | Tempo    |
| ---- | ----------------- | -------------- | -------- |
| 1    | Russell Downing   | Endura Racing  | 4h01'12" |
| 2    | Jean-Lou Paiani   | Saur-Sojasun   | s.t.     |
| 3    | Laurent Mangel    | Saur-Sojasun   | s.t.     |
| 4    | Romain Hardy      | Bretagne       | s.t.     |
| 5    | Scott Thwaites    | Endura Racing  | s.t.     |
| 6    | Rony Martias      | Saur-Sojasun   | s.t.     |
| 7    | Yanto Barker      | UK Youth       | s.t.     |
| 8    | Michal Olejnik    | Véranda Rideau | s.t.     |
| 9    | Sebastian Lander  | Glud & Marst.  | s.t.     |
| 10   | Daniel Summerhill | Chipotle       | s.t.     |